# Пајн Гроув Милс (Пенсилванија)
Пајн Гроув Милс (енгл. Pine Grove Mills) насељено је место без административног статуса у америчкој савезној држави Пенсилванија.

## Демографија
По попису из 2010. године број становника је 1.502, што је 361 (31,6%) становника више него 2000. године.
| Група             | 2000.         | 2010.         |
| Белци             | 1.114 (97,6%) | 1.388 (92,4%) |
| Афроамериканци    | 5 (0,4%)      | 29 (1,9%)     |
| Азијати           | 7 (0,6%)      | 30 (2,0%)     |
| Хиспаноамериканци | 2 (0,2%)      | 32 (2,1%)     |
| Укупно            | 1.141         | 1.502         |